# گیوی بدریشویلی
گیوی بدریشویلی (گرجی: გივი ბადრიშვილი) (زاده ۱۹۳۴) یک کشاورز گرجی است. وی مدرک دکترای علوم کشاورزی را در سال ۱۹۸۶ دریافت کرد. وی عضو آکادمی علوم کشاورزی گرجستان است.
بدریشویلی در سال ۱۹۵۹ از مؤسسه تحقیقات باغبانی و شراب سازی گرجستان فارغ‌التحصیل شد و از سال ۱۹۷۶ تا ۱۹۸۲ به عنوان معاون پژوهشگاه علوم مؤسسه فعالیت کرد. پس از آن مدیر فنی کشاورزی دولتی بود و تحقیقات زیادی را در زمینه باغبانی و شراب سازی در گرجستان انجام داد. وی اکنون مدیر مؤسسه تحقیقات باغبانی و شراب سازی در گرجستان است. بدریشویلی تاکنون چندین عنوان جایزه برای خدمات خود دریافت کرده‌است.